# Istoria tehnologiei
Istoria tehnologiei este istoria invențiilor de unelte și tehnici de către oameni. Tehnologia cuprinde o gamă de metode, de la cele mai simple, precum uneltele din epoca de piatră, până la cele mai complexe, cum ar fi ingineria genetică sau tehnologia informației.